# فرج‌الله سیفی کمانگر
فرج‌الله سیفی کمانگر (با نام مستعار کمالی؛ متولد ۱۲۹۷، تهران؛  مرگ ۱۹ خرداد ۱۳۵۹) از بازجویان ساواک در کمیته مشترک ضد خرابکاری بود.
او پس از بازنشسته شدن در ارتش، در تاریخ ۱ شهریور ۱۳۵۰ در ساواک مشغول به کار شد. در سال ۱۳۵۲ به کمیته مشترک ضد خرابکاری منتقل و با سمت بازجویی به کار ادامه داد. او پس از پیروزی انقلاب برای مدتی مخفی شد تا اینکه در تاریخ ۲۰ آذر ۱۳۵۸ برای گرفتن گواهی عدم تعقیب به زندان اوین مراجعه کرده بود، توسط انقلابی‌ها شناسایی و دستگیر شد. در دادگاه انقلاب، به اعدام محکوم شد و در روز دوشنبه ۱۹ خرداد ۱۳۵۹، حکم او اجرا گردید.